# 캉탱 뒤피외
캉탱 뒤피외(프랑스어: Quentin Dupieux, 1974년 4월 14일 ~ )는 프랑스의 전자 음악가이자 영화 감독으로, 음악가로서의 예명 미스터 와조(Mr. Oizo)로도 알려져 있다.. 이 예명은 '새'를 뜻하는 프랑스어 단어 oiseau를 변형한 것이다. 와조는 현재 프랑스의 전자 음악 레코드 레이블인 에드 뱅어 레코드(Ed Banger Records)에 소속되어 있다.

## 작품 목록
- Nonfilm (2002년)
- 스테이크 (2007년)
- 광란의 타이어 (2010년)
- 이건 아니지 (2012년)
- 배드 캅 (2013년)
- 리얼리티 (2015년)
- 디어스킨 (2019년)
- 주둥이들 (2021년)
- 믿거나 말거나, 진짜야 (2022년)
- 흡연하면 기침한다 (2022년)
- 야닉 (2023년)
- 다아아아알리! (2024년)
- 더 세컨드 액트 (2024년)